# بال سبيلينغ
بال سبيلينغ (16 يناير 2018 24 أكتوبر 1934 كان من رواد الإنترنت النرويجيين وأستاذ في جامعة أوسلو ومركز الدراسات العليا UNIK في كجيلر في النرويج.

## سيرة
حصل على ى شهادة المرشح الحقيقي في الفيزياء من جامعة أوسلو عام 1963. في يناير 1964 بدأ في برنامج الدكتوراه في جامعة أوتريخت في هولندا، وأنهى شهادته في صيف 1968 في فيزياء النيوترونات التجريبية منخفضة الطاقة. بعد ذلك انضم إلى مجموعة الفيزياء النووية في جامعة ايندهوفن للتكنولوجيا في هولندا. في يناير 1972 انضم سبيلينغ إلى مؤسسة أبحاث الدفاع النرويجية (NDRE) في كجيلر في النرويج، وفي عام 1974 بدأ العمل على شبكات الكمبيوتر تحت قيادة ينغفار لوند في المؤسسة بالتعاون مع برنامج البحث الممول من داربا حول تبديل الحزم وتكنولوجيا الإنترنت في الولايات المتحدة.

## شبكة أربانت
أنشأت أول شبكة أربانت خارج الولايات المتحدة في كجيلر، في يونيو 1973 لباحثي مؤسسة أبحاث الدفاع النرويجية، وبحلول نهاية يوليو 1973، تم أيضًا إنشاء شبكة أربانت في المملكة المتحدة في كلية لندن الجامعية . زار سبيلينغ مجموعة أبحاث الأستاذ بيتر كيرستين في UCL في عام 1974 وعمل مع فينت سيرف، ثم أستاذًا مساعدًا مبتدئ جامعة ستانفورد، على بروتوكول التحكم بالنقل المقترح آنذاك الذي يجري أول اختبارات TCP بين التطبيقات المختلفة.
خلال السنوات القليلة القادمة، شارك سبيلينغ أيضًا في تطوير بروتوكول الإنترنت وبروتوكولات شبكة الكمبيوتر الأخرى المبكرة. كان زائراً عالمًا في معهد ستانفورد للأبحاث بجامعة ستانفورد في 1979/80، حيث عمل في برنامج Packet Radio. غادر سبيلينغ مؤسسة أبحاث الدفاع النرويجية في أغسطس 1982 للانضمام إلى قسم الأبحاث السابق في إدارة الاتصالات النرويجية (NTA-RD)،الواقعة أيضًا في كجيلر. تتبع شبكة مؤسسة أبحاث الدفاع النرويجية - أربانت سبيلينغ إلى NTA-RD، وأصبحت منفتحًا على تبديل الحزم والاتصالات الدولية في الوقت الحقيقي للمجتمعات البحثية والأكاديمية النرويجية. عمل سبيلينغ أيضًا فيNTA-RD على أمن الاتصالات والجمع بين تكنولوجيا الإنترنت وشبكات نقل الألياف الضوئية. 
في عام 1993 أصبح سبيلينغ أستاذًا في قسم المعلوماتية، جامعة أوسلو و UNIK، مركز الدراسات العليا في جامعة كيلر. حصل بال سبيلينغ على تقدير دولي لدوره في تطوير الإنترنت. نُقش اسمه على قائمة من البرونز لشرف رواد الإنترنت في جامعة ستانفورد.
في عام 1988، شهدت أربانت أول إصابة واسعة الانتشار عن طريق كود النسخ الذاتي: Morris، وهي دودة يمكنها تثبيت نسخ متعددة لنفسها على نفس الكمبيوتر، مما تسبب في توقف الأنظمة المصابة. عندما بدأت دودة موريس في الانتشار في الولايات المتحدة، اتصل زملاء سبيلينغ الأمريكيون لتحذيره. في مواجهة تهديد لشبكة أجهزة الكمبيوتر في بلاده بالكامل، تصرف بسرعة وفصل النرويج عن بقية الإنترنت، والتي يمكن القيام بها في ذلك الوقت عن طريق فصل كابل واحد.  

## روابط خارجية
- مركز الدراسات العليا بجامعة UNIK في كيلر، النرويج
- مؤسسة أبحاث الدفاع النرويجية